# ديفيد فاريل (لاعب كرة قدم)
ديفيد فاريل (بالإنجليزية: David Farrell)‏ (29 أكتوبر 1969 بغلاسكو في المملكة المتحدة - ) هو لاعب كرة قدم بريطاني في مركز الدفاع. لعب مع نادي بارتيك ثيسل ونادي هيبرنيان ونادي سترنرير ‏ ونادي أردريونيانز ونادي ألبيون روفرز ونادي كلايدبانك ‏.

## وصلات خارجية
- ديفيد فاريل على موقع قاعدة بيانات كرة القدم.إي يو (الإنجليزية)